# Тесс Голлідей
Тесс Голлідей (англ. Tess Holliday), справжнє ім'я — Райнн Меген Говен (англ. Ryann Maegen Hoven; 5 липня 1985) — американська фотомодель категорії «plus-size», блогерка. Вважається найважчою професійною моделлю світу з вагою тіла близько 155 кг.

## Біографія
Народилася 5 липня 1985 року у містечку Лорел, штат Міссісіпі, США. Батьки розійшлися майже одразу після народження дитини. Тесс з матір'ю дуже часто переїжджали. У червні 1995 року після того, як наречений двічі вистрілив їй у голову, мати Тесс була паралізована.
Над Голлідей у дитинстві знущалися однолітки через її вагу та бліду шкіру, тому, що її матір — інвалід. До того ж родина жила в трейлері, що в США вважається не надто престижним. В 17 років Тесс покинула школу.
Працювати Тесс почала з 15 років (перукаркою, гримеркою, креативною директоркою на артпоказах). 2005 року вона народила сина. У 2010 році вони переїхали до Лос-Анджелеса.
Тесс відібрали для участі у телешоу про людей, що борються із зайвою вагою. Згодом вона почала співпрацювати з кількома модельними агенціями, знялася у фотосесії для Vogue Italia. 2012 року знялася у своїй першій фотосесії в стилі ню. З 2014 року повністю присвятила себе модельному бізнесу. У 2015 році підписала контракт з Milk Model Management у Лондоні, яке оголосило, що Голлідей стала їхньою найбільшою моделлю у прямому сенсі цього слова. У травні 2015 року фото Тесс прикрасило обкладинку журналу People.

## Особисте життя
Зріст Тесс Голлідей 160 см, вага 155 кг. Дівчина має багато татуювань і пірсинг. Вона тренується з особистим тренером чотири рази на тиждень, а також плаває та ходить у туристичні походи. Улюблена частина її власного тіла — сідниці.
2015 року Голлідей заявила, що навіть не намагається «сісти» на дієту, адже не вірить, що дієти працюють. Зірка модельного бізнесу вважає, що люди мають їсти стільки, скільки хочуть, і не зазнавати через це соціального відчуження. Тесс запевняє жінок, що ті не повинні бути певного розміру, і що мають любити власні тіла незалежно від того, великі вони чи маленькі, худі чи товсті. І що мають одягати те, що їм подобається, попри примхи моди. Утім 2021 року Голлідей зізналась, що хворіє на анорексію.
У 2012 році Тесс познайомилася з австралійським бізнесменом, фотографом і художником Ніком Голлідеєм, який згодом переїхав до неї у США. Тут вони заручилися, а у червні 2016 року Тесс народила другого сина.
У 2019 році Голлідей ідентифікувала себе як пансексуалку.